# Acanthaceae
Las acantáceas (Acanthaceae) son una familia botánica que reúne 256 géneros y unas 2.770 especies de zonas tropicales y subtropicales. Su nombre se debe a uno de sus representantes, el acanto, una herbácea empleada en jardinería en las zonas templadas y cuyas hojas inspiraron en la Grecia antigua la decoración del capitel corintio.
Incluye géneros de interés medicinal, como Justicia, con especies ricas en antidepresivos.

## Descripción
Su porte es generalmente herbáceo, con hojas simples, enteras, opuestas y decusadas y carentes de estípulas. Las flores suelen ser pentámeras, zigomorfas y hermafroditas, con braćteas muy llamativas, y las infloresecencias, cimosas o racemosas. El cáliz generalmente es campanulado o bilabiado.
El androceo corresponde a 2 o 4 estambres didínamos, con un polen muy variable en morfología. El gineceo es súpero y lo forman dos carpelos soldados. El fruto es generalmente una cápsula loculicida.

## Sinónimos
- Avicenniaceae, Justiciaceae, Mendonciaceae, Meyeniaceae, Nelsoniaceae, Thomandersiaceae, Thunbergiaceae.

## Taxonomía
La mayor parte de los 256 géneros se reagrupan en tres subfamilias y varias tribus y subtribus como se indica a continuación:
- Subfamilia Acanthoideae

Tribu Acantheae
Tribu Ruellieae
Subtribu Andrographinae
Subtribu Barleriinae
Subtribu Justiciinae
Subtribu Ruelliinae
- Subfamilia Nelsonioideae
- Subfamilia Thunbergioideae